# 哈德遜海灘 (佛羅里達州)
哈德遜海灘（英語：Hudson Beach）是位於美國佛羅里達州帕斯科縣的一個非建制地區。

## 地理
哈德遜海灘的座標為28°21′52″N 82°41′36″W / 28.36444°N 82.69333°W，而該地最高點為海拔高度1米（即3英尺）。